# Eladio Jiménez
Eladio Jiménez Sánchez (Ciudad Rodrigo, 10 marzo 1976) è un ex ciclista su strada spagnolo, professionista dal 1998 al 2009. In carriera vinse tre tappe alla Vuelta a España.

## Carriera
Passato professionista nel 1998 con la Banesto, squadra diretta da Eusebio Unzué e Juan Miguel Echavarri, vi rimane fino al 2003 conseguendo due successi, il primo dei quali nel 2000 in occasione della quinta tappa della Vuelta a España.
A partire dalla stagione 2004 è nelle file della Kelme: con quest'altra storica formazione spagnola coglie cinque vittorie, tra cui la classifica generale dell'Euskal Bizikleta 2005 e altre due frazioni della Vuelta a España. Nell'agosto 2006 la squadra, ormai denominata Comunidad Valenciana, viene dismessa a seguito dell'implicazione nello scandalo dell'Operación Puerto.
Rimasto senza squadra, all'inizio del 2007 Jiménez si trasferisce alla Karpin-Galicia, squadra fondata pochi mesi prima dall'ex calciatore russo Valerij Karpin; al termine dell'anno lascia quindi la Spagna per correre in Portogallo, prima alla Fercase-Rota dos Móveis, e poi, nel 2009, alla Centro Ciclismo de Loulé-Louletano, con cui si aggiudica una tappa alla Volta a Portugal.
Al termine della stagione 2009 vengono resi noti i risultati di un suo test antidoping effettuato nel mese di agosto, in cui vengono riscontrate tracce di EPO. Jiménez viene quindi sospeso dalla Unione Ciclistica Internazionale e dalla Rock Racing, sua nuova squadra per il 2010; nel dicembre dello stesso 2009 il ciclista decide così di ritirarsi dall'attività.

## Palmarès
- 2000 (Banesto, una vittoria)

5ª tappa Vuelta a España
- 2001 (iBanesto.com, una vittoria)

3ª tappa Grande Prémio Internacional CTT Correios de Portugal
- 2004 (Kelme-Costa Blanca, una vittoria)

10ª tappa Vuelta a España
- 2005 (Comunidad Valenciana-Elche, tre vittorie)

2ª tappa Euskal Bizikleta
Classifica generale Euskal Bizikleta
14ª tappa Vuelta a España
- 2006 (Comunidad Valenciana, una vittoria)

5ª tappa Troféu Joaquim Agostinho
- 2007 (Karpin-Galicia, tre vittorie)

2ª tappa Troféu Joaquim Agostinho
6ª tappa Volta a Portugal
9ª tappa Volta a Portugal
- 2008 (Fercase-Rota dos Móveis, tre vittorie)

3ª tappa Circuit de Lorraine
2ª tappa Grande Prémio Internacional CTT Correios de Portugal
4ª tappa Volta a Tras os Montes e Alto Douro
- 2009 (Centro Ciclismo de Loulé-Louletano, una vittoria)

6ª tappa Volta a Portugal

### Altri successi
- 2005 (Comunidad Valenciana-Elche)

Classifica sprint Volta Ciclista a Catalunya

## Piazzamenti

### Grandi Giri
- Giro d'Italia

2000: 46º
- Tour de France

2001: 105º
- Vuelta a España

2000: 24º
2003: 48º
2004: 19º
2005: 36º